# جوونسیو اوسوریو
جوونسیو اوسوریو (انگلیسی: Juvencio Osorio; ۱ ژوئن ۱۹۵۰ – ۱۰ مارس ۲۰۲۳) بازیکن فوتبال اهل پاراگوئه بود که در پست هافبک میانی بازی می‌کرد.
وی همچنین در تیم ملی فوتبال پاراگوئه بازی کرده‌است.